# Veremház
A veremház vagy süllyesztett ház a népi építészetben olyan földbe ásott lakóépület, amelynek járószintjét a földfelszín alá süllyesztették. Az ilyen épületeknek fennálló falazata egyáltalán nincs vagy rendkívül alacsony, az oromzat és a tetőszerkezet ilyenformán a talajon ül. A Föld nagy részén elterjedt ősi épülettípus. A magyar néprajzi szakirodalom a veremház két főbb típusát különbözteti meg: a többnyire ideiglenes, egy helyiségből álló putriházat vagy putrit, illetve az állandóan lakott, többosztatú földházat vagy burgyét.

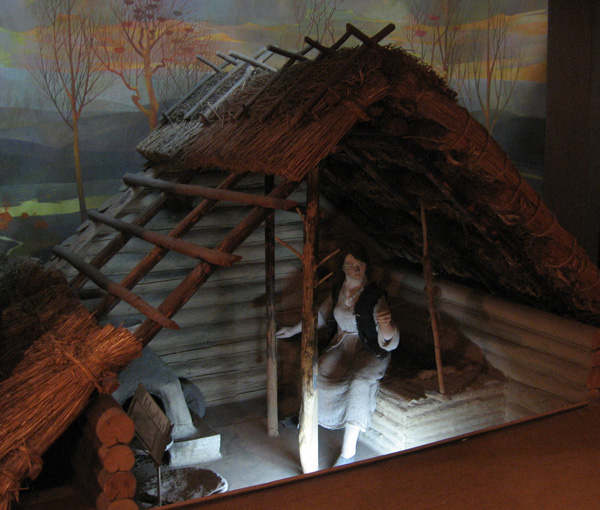
Egy japán veremház makettja

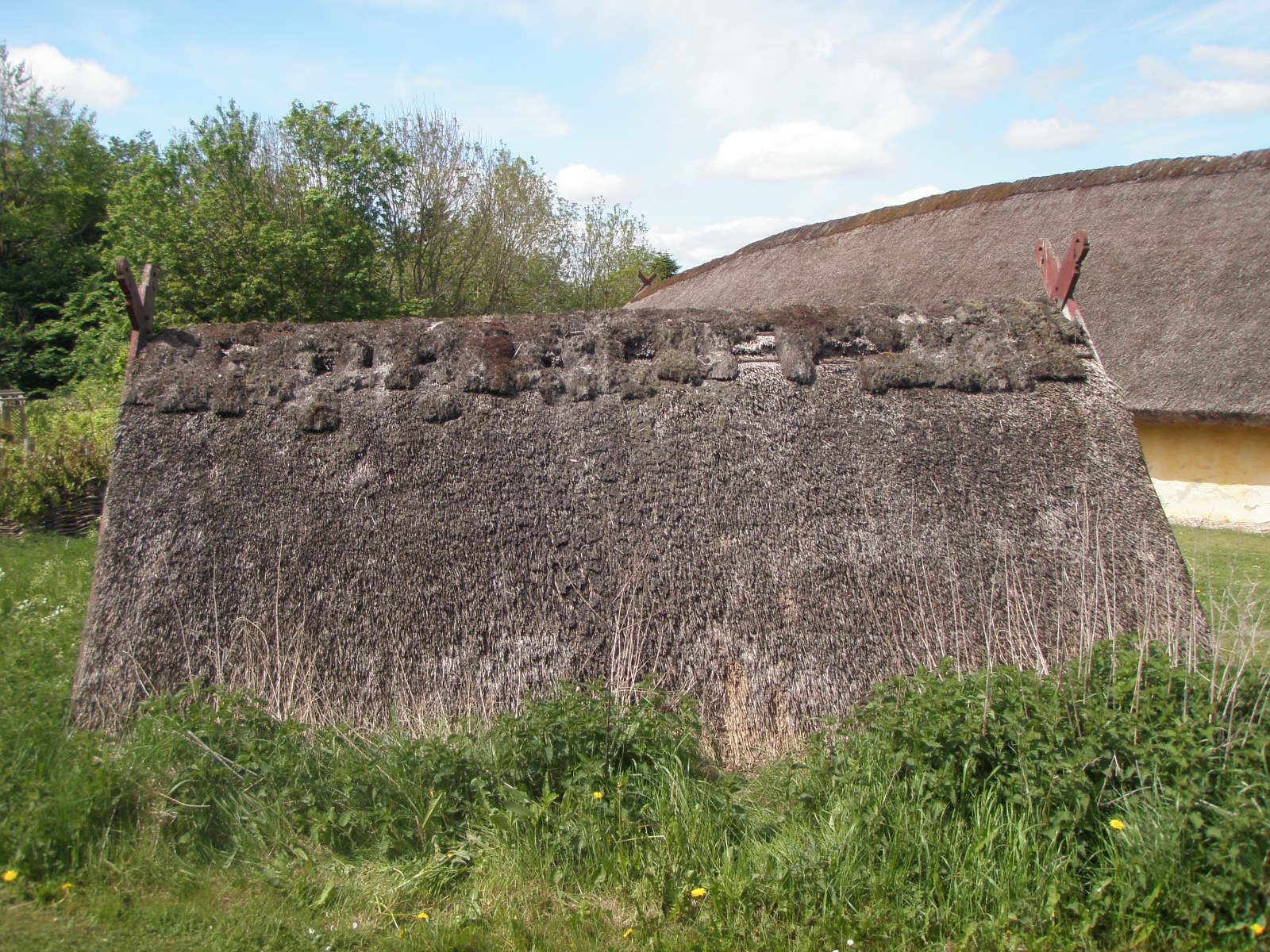
Ennek a viking veremháznak csak a tetőzete emelkedik ki a földből

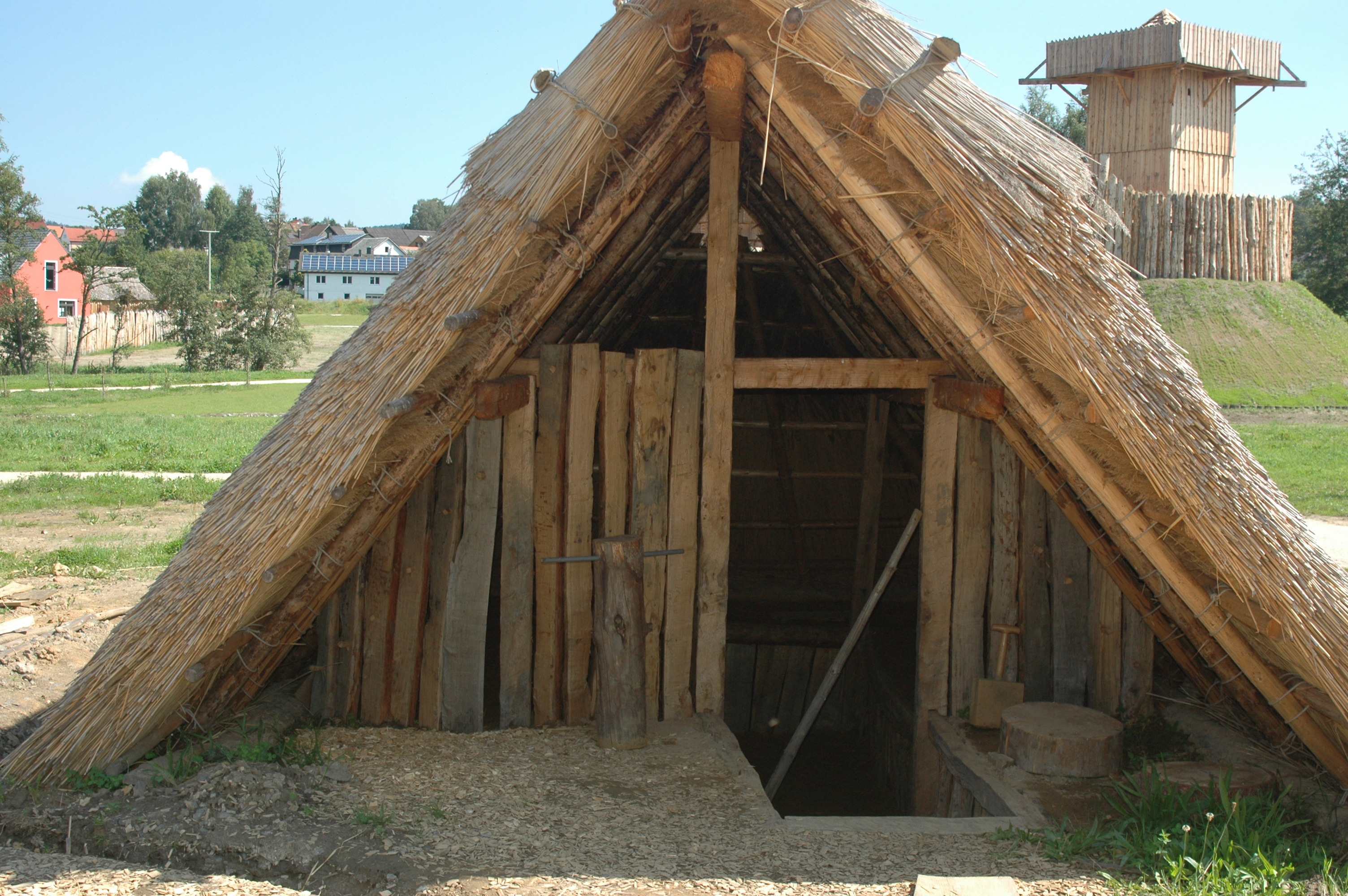
Szláv veremház

## Története
A földbe süllyesztett hajlékok egyidősek a letelepült ember történetével. A legkorábbi veremházleletek Európa rideg éghajlatú, kedvező talajadottságú keleti részeiből ismertek. A legrégibb, veremházakból álló prehisztorikus települést a szlovákiai Bárca közelében tárták fel, ahonnan ovális, négyszögletű és körte alaprajzú, ágasfás tetőszerkezetű házak egyaránt előkerültek a 37–30 ezer évvel ezelőtti rétegekből. Hasonlóan jelentős leletek, korabeli mamutvadászok mamutcsontokkal borított, 22–20 ezeréves süllyesztett hajlékai kerültek elő az ukrajnai Kosztenkiből, az oroszországi Avdejevóból és Puskariból. A mezolitikumban Európa-szerte elterjedtek a veremházak (Soroca, Moldova, i. e. 5500–5400; Lepenszki Vir, Szerbia, i. e. 5410–4610; Tasovice, Csehország; Tannstock, Juhnsdorf, Németország; Schotz, Svájc; Farnham, Anglia). Az i. sz. 8–12. századra az egész kontinens földműves lakossága általánosan veremházakban lakott, ahol ezt a talajadottságok lehetővé tették.
A veremházak feltehetően több tízezer évvel ezelőtt Európából terjedtek el Ázsia északi felében, és onnan az észak-, majd dél-amerikai indiánok között.

### Egyosztatú veremházak
A Kelet-európai-síkságon, a vándorló magyarság átvonulásának helyén régészeti ásatások alkalmával egy egész sor, a Kárpát-medenceiekhez hasonlóan ágasfás, így feltehetőleg szelemenes tetőszerkezetű, kemencés, egyhelyiséges veremház nyomait találták meg. Ezeknél az épületeknél a gerendákon nyugvó tető széle nem a verem partjához illeszkedett, hanem túlnyúlt rajta, s az így kialakult padka szolgált fekvő- és tárolóhelyül. Emellett egy további kisebb ülőgödör volt található a veremházakban, amelynek partjára ülve végezhették munkájukat a lakók. Levédia és Etelköz területéről kizárólag veremházakból álló települések is előkerültek a 6–9. századi rétegekből, így a veremházépítés ismeretét őseink feltehetőleg magukkal hozták a Kárpát-medencébe. Ugyanakkor régészeti ásatások arról is tanúskodnak, hogy a helyben élő szláv népek a 7–9. században szintén ismerték a veremházakat, amelyekben valamely négyszög alaprajzú tüzelőalkalmatossággal fűtöttek (jelentős leletek: Alsócsernáton, Maroscsapó, Alsókomána, Cege, Fiatfalva). Mindenesetre az egyosztatú veremházak a 13. századig általánosak voltak  Magyarország agyag, lösz vagy homok borította területein, legjellemzőbben az Alföldön. Harmincöt ilyen Árpád-kori lakóépület nyomát tárták fel a Tiszalök melletti Rázompusztán, de hasonló települések kerültek elő Malomfalva, Székelykeresztúr, Orosháza, Doboz, Szarvas, Tiszaeszlár, Abaújvár, Dunaújváros, Visegrád, Répcevis térségében is.
A putriházak többnyire kis alapterületű (3–4×4 méteres), négyszögletes építmények voltak. A falba vájt boltozatos vagy kőből épített kemence elhelyezkedése és típusa változatos lehetett, sőt, ismerünk putriházakat középütt elhelyezett, kövekkel körberakott nyílt tűzhellyel is. Felmenő fala – az oromzat kivételével – ritkán volt, s ágasfás-szelemenes tetőszerkezete a földön ült.
A késő középkortól az egyosztatú putriházakat mindinkább ideiglenes jellegű szállásként használták a pásztorok, csőszök, summások és erdölők. Emellett a falvakban is megmaradtak, de mint kis építőanyag-igényű, ezért olcsón előállítható épületek a legszegényebb réteg (zsellérek, uradalmi cselédek, cigányok) hajlékai voltak, illetve a háborúk, járványok, aszályok sújtotta korokban, a tömeges elszegényedés kísérő jelenségeként egészen a 20. század közepéig fennmaradtak. A török hódoltság idején, 1686-ban például a Caraffa által is feldúlt Debrecen 2599 házából 336 „föld alatti gunyhó” volt. Az Alföld nagy határú pusztáiban emellett egészen a 19. századig fennmaradtak a kunyhószerű, földbe süllyesztett putricsárdák is.

### Többosztatú veremházak
A letelepült és árutermelő gazdálkodással foglalkozó magyarság korai, egyosztatú veremházainak helyét már az Árpád-kor évszázadaiban elkezdték felváltani a többhelyiséges földházak. A többhelyiséges földházak alaprajza többnyire követte a helyben kialakult normát, a két- vagy háromhelyiséges szoba–pitvar(–kamra) beosztást. Tekintve, hogy alapterületük, így a kitermelt föld mennyisége is nagyobb volt, a földházaknál az oromzat mellett a hosszanti oldalra is gyakran került alacsony felmenő falazat. A földházakban a nyílt tűzhely és a szabadkémény a pitvarban kapott helyet és innen fűtötték a szobát melegítő kemencét. A hosszanti oldalon lévő bejáratot többnyire gádorral védett lépcsősor vezette le a pitvarba. A veremházak mindegyike padlástalan, egy esetleges mennyezet ugyanis rendkívül alacsony belmagasságot eredményezett volna. A helyiség(ek) megvilágítását az oromzatnál kivágott két ablaknyílással oldották meg, illetve felmenő falú földházak esetében gyakran a hosszanti falra is került néhány kisebb ablak.

### Veremházak építése
A veremházak elkészítésének módja rendkívül egyszerű, anyagszükséglete pedig elhanyagolható volt, jóformán csak a tetőszerkezet és a héjazat anyagát kellett biztosítani. A legfeljebb 0,5–1 méter mély verem kiásásából adódó földet egyfelől az oromzat vagy az alacsony hosszanti felmenő falak kialakítására használták fel, másfelől az épület közvetlen környezetét töltötték fel, hogy így oldják meg a csapadékelvezetést. Ezt követően alakították ki az ágasfás-szelemenes tetőszerkezetet, és készítették el a héjazatot nádból, gallyból, kukorica- vagy napraforgószárból. Erre gyakran földréteget is terítettek, és a kiásott verem falához hasonlóan a héjazatot belülről is kitapasztották, majd esetenként kimeszelték. A veremházak padlózatát a felszíni lakóházakhoz hasonlóan döngölték és tapasztották. Régészeti ásatások alapján feltételezhető, hogy az egyosztatú veremházak esetében régebben először a tetőszerkezetet állították fel, s csak ezután alakították ki alatta a vermet.

## Veremház-rekonstrukciók Magyarországon
Árpád-kori veremházak rekonstrukciója megtalálható ma Magyarországon a tiszaalpári Árpád-kori skanzenban, a százhalombattai és a szarvasgedei régészeti parkokban, valamint a szigethalmi Emese Várispánságban.
Újkori változataik megtalálhatóak majd valamennyi szabadtéri néprajzi múzeumban.